# Hayley Spelman
Hayley Dora Spelman (Las Vegas, 11 giugno 1991) è una pallavolista statunitense, opposto del Levallois.

## Carriera

### Club
La carriera di Hayley Spelman inizia a livello scolastico, con la Durango HS. In seguito entra a far parte della squadra della Stanford, con la quale prende parte alla NCAA Division I dal 2009 al 2012.
Terminata la carriera universitaria, per la stagione 2013-14 firma il primo contratto professionistico con il Telekom Baku, squadra della Superliqa azera; tuttavia nel mese di febbraio lascia il club e va a giocare il finale di stagione con il Forlì nella Serie A1 italiana. Resta nel medesimo campionato anche nella stagione seguente, vestendo la maglia della Robur Tiboni Urbino.
Per il campionato 2015-16 viene ingaggiata dal KGC Ginseng, club della V-League sudcoreana.. Nell'estate 2016 si accasa al club kazako dell'Altay, per il solo campionato asiatico per club 2016. In seguito gioca nelle Filippine con l'F2 Logistics per la PSL Grand Prix Conference 2016; al termine degli impegni col club, si trasferisce in Indonesia, per disputare la Proliga 2017 con il Gresik Petrokimia.
Nella stagione 2017-18 si accasa in Francia, disputando la Ligue A con l'ASPTT Mulhouse, dove resta per due annate e con cui conquista la Supercoppa francese 2017. Poco dopo l'inizio del campionato 2019-20 viene ingaggiata dallo Hyundai Hillstate, nuovamente nella massima divisione sudcoreana, per sostituire l'infortunata Milagros Collar; nel campionato seguente si accasa invece nella 1. Bundesliga tedesca, dove difende i colori dello Schweriner conquistando la Supercoppa tedesca e la Coppa di Germania.
Approda in Turchia nella stagione 2021-22, ingaggiata dal Nilüfer, in Sultanlar Ligi: è tuttavia costretta a rinunciare al contratto con la formazione turca a causa di un infortunio, rientrando in campo solo nel marzo 2022, quando viene ingaggiata dal Levallois, impegnato nel campionato cadetto francese, per il finale dell'annata.

### Nazionale
Fa parte della nazionale Under-20 statunitense, vincendo la medaglia d'oro al campionato nordamericano 2008 e partecipando al campionato mondiale un anno dopo.

## Palmarès

### Club
- Coppa di Germania: 1

2020-21
- Supercoppa francese: 1

2017
- Supercoppa tedesca: 1

2020

### Nazionale (competizioni minori)
- Campionato nordamericano Under-20 2008